# Discografia di Chamillionaire
Di seguito è riportata la discografia del rapper statunitense Chamillionaire.

## Album

### Studio
| Album |
| --- |
| The Sound of Revenge - Data: 22 novembre 2005 - Posizioni in classifica: 10 (USA), 12 (UK) - Certificazione: Disco di platino - Vendite statunitensi: 1.5 milioni |
| Ultimate Victory - Data: 18 settembre 2007 - Posizioni in classifica: 8 (USA) - Certificazione: - Vendite statunitensi: 250.000                                   |

### Collaborazioni
| Album                                                                                       |
| ------------------------------------------------------------------------------------------- |
| Get Ya Mind Correct - Con: Paul Wall - Data: 25 giugno 2002 - Vendite statunitensi: 150.000 |
| Controversy Sells - Con: Paul Wall - Data: 25 gennaio 2005                                  |
| Chamillitary - Con: The Color Changin' Click - Data: 10 maggio 2005                         |
| Money, Power, and Fame - Con: Famous & Yung Ro - Data:                                      |

### Raccolte
- 2003: Greatest Hits
- 2005: Best Of...Continued
- 2005: Greatest Hits 2
- 2006: Best Of...Continued Part 2

### Mixtape
- 2004: The Mixtape Messiah
- 2005: Houston We Have a Problem (con DJ Obscene)
- 2005: The Truth (con DJ Whoo Kid)
- 2005: Tippin' Down 2005 (coi The Color Changin' Click)
- 2005: Late Summer 2k5 (con OG Ron C)
- 2005: Big Business (con Stat Quo)
- 2005: Man on Fire
- 2006: Mixtape Messiah, Vol. 2
- 2007: Mixtape Messiah, Vol. 3
- 2008: Mixtape Messiah, Vol. 4
- 2008: Mixtape Messiah, Vol. 5
- 2009: Mixtape Messiah, Vol. 6
- 2009: Mixtape Messiah, Vol. 7
- 2010: Major Pain
- 2011: Major Pain 1.5

## Singoli

### Solo
| Anno | Canzone                           | Posizioni in classifica | Posizioni in classifica | Posizioni in classifica | Posizioni in classifica | Album                 |
| Anno | Canzone                           | U.S. Hot 100            | U.S. R&B                | U.S. Rap                | UK                      | Album                 |
| ---- | --------------------------------- | ----------------------- | ----------------------- | ----------------------- | ----------------------- | --------------------- |
| 2005 | Turn It Up (feat. Lil' Flip)      | 41                      | 31                      | 9                       | –                       | The Sound of Revenge  |
| 2006 | Ridin' (feat. Krayzie Bone)       | 1                       | 7                       | 2                       | 2                       | The Sound of Revenge  |
| 2006 | Grown And Sexy                    | –                       | –                       | –                       | 35                      | The Sound of Revenge  |
| 2007 | Hip Hop Police (feat. Slick Rick) | 101                     | 76                      | –                       | 53                      | Ultimate Victory      |
| 2007 | The evening news                  | -                       | -                       | –                       | -                       | Ultimate Victory      |
| 2008 | Creepin'(Solo) (feat.Ludacris)    | -                       | 101                     | –                       | -                       | no Album              |
| 2009 | Good Morning                      | 40                      | -                       | –                       | -                       | no Album              |
| 2011 | This My World (feat. Big Krit)    | -                       | -                       | –                       | -                       | Playlist Poison Track |

### Con collaborazione
| Anno | Canzone | Posizioni in classifica | Posizioni in classifica | Posizioni in classifica | Album                |
| Anno | Canzone | U.S. Hot 100            | U.S. R&B                | U.S. Rap                | Album                |
| ---- | --- | ----------------------- | ----------------------- | ----------------------- | -------------------- |
| 2005 | Draped Up (Remix) (Bun B feat. Lil' Keke, Slim Thug, Chamillionaire, Paul Wall, Mike Jones, Aztek, Lil' Flip & Z-Ro) | –                       | 45                      | –                       | Trill                |
| 2006 | Get Up (Ciara feat. Chamillionaire)                                                                                  | 7                       | 10                      | –                       | Ciara: The Evolution |
| 2006 | That Girl (Frankie J feat. Mannie Fresh & Chamillionaire)                                                            | 43                      | -                       | –                       | Priceless            |
| 2006 | Bet That (Trick Daddy feat. Chamillionaire & Goldrush)                                                               | 104                     | 66                      | –                       | Back by Thug Demand  |
| 2006 | King Kong (Jibbs feat. Chamillionaire)                                                                               | 54                      | 32                      | 18                      | Jibbs feat. Jibbs    |
| 2007 | Doe Boy Fresh (Three 6 Mafia feat. Chamillionaire)                                                                   | 54                      | 74                      | –                       | –                    |

## Apparizioni in videoclip
- Youz A Trick (di Lil' Flip)
- Money In The Bank  di Lil' Scrappy (feat. Young Buck)
- Chevy Ridin High  di Dre (feat. Rick Ross)
- The Game Belongs To Me  degli UGK
- International Player's Anthem  degli UGK (feat. OutKast)
- Wamp Wamp (What It Do)  dei Clipse (feat. Slim Thug)
- "H.O.U.S.T.O.N." di GT Mayne
- "My Chrome" di Killer Mike (feat. Big Boi)
- "Ice Cream Paint Job" di Dorrough
- "Country Sh*t" di Big K.R.I.T. (feat. Ludacris & Bun B)
- "Everyday" di Crooked I

## Ulteriori partecipazioni
| Canzone | Album                                     |
| --- | ----------------------------------------- |
| Ain't No Other Man (Remix) (Christina Aguilera feat. Chamillionaire) |                                           |
| Candy Paint (DJ Khaled feat. Slim Thug, Trina & Chamillionaire) | Listennn...The Album                      |
| Comin' Home (Big Hawk feat. Devin The Dude, Chamillionaire & Trae) | Endangered Species                        |
| Get Dirty (R. Kelly feat. Chamillionaire) | Double Up                                 |
| Hollywood Metts Bollywood (Immigration) (Wyclef Jean feat. Chamillionaire) | Carnival Vol. II: Memoirs Of An Immigrant |
| I Ain't Never Heard (Turk feat. Chamillionaire, Ke'Noe & S.S) | Still A Hot Boy                           |
| Oh No (Trae feat. Paul Wall & Chamillionaire) | Losing Composure                          |
| One Blood (Remix) (The Game feat. Jim Jones, Snoop Dogg, Nas, T.I., Fat Joe, Lil' Wayne, N.O.R.E., Jadakiss, Styles P, Fabolous, Juelz Santana, Rick Ross, Twista, Kurupt, Daz Dillinger, WC, E-40, Bun B, Chamillionaire, Slim Thug, Young Dro, Clipse & Ja Rule) |                                           |
| Overstand Me (Pimp C feat. Trae & Chamillionaire) | Pimpalation                               |
| Party Like A Rockstar (Remix) (Shop Boyz feat. Lil' Wayne, Jim Jones & Chamillionaire) |                                           |
| Platinum Starz (Scarface feat. Lil' Flip, Bun B & chamillionaire) | My Homies Part 2                          |
| Playa 4 Life (Lil' Flip feat. Chamillionaire) | I Need Mine $$                            |
| Ride Wit Us (E.S.G. feat. Bun B & Chamillionaire) | Screwed Up Movement                       |
| Sleep (Tupac feat. Young Buck & Chamillionaire) | Pac's Life                                |
| Up Your Speed (Sway DaSafo feat. chamillionaire) | One For The Journey                       |
| U See It (Lil' Flip feat. Chamillionaire) | Undaground Legend                         |